# Niehniewicze
Niehniewicze (biał. Нягневічы) – wieś (dawniej miasteczko) na Białorusi, w obwodzie grodzieńskim, w rejonie nowogródzkim.
Znajduje się tu parafialna cerkiew prawosławna pw. Kazańskiej Ikony Matki Bożej.

## Historia
W czasie istnienia II Rzeczypospolitej wieś była położona w województwie nowogródzkim, w powiecie nowogródzkim. Siedziba gminy Niehniewicze. W 1921 roku miejscowość liczyła 406 mieszkańców. Po wojnie wieś weszła w struktury administracyjne Związku Radzieckiego.